# 印度—烏克蘭關係

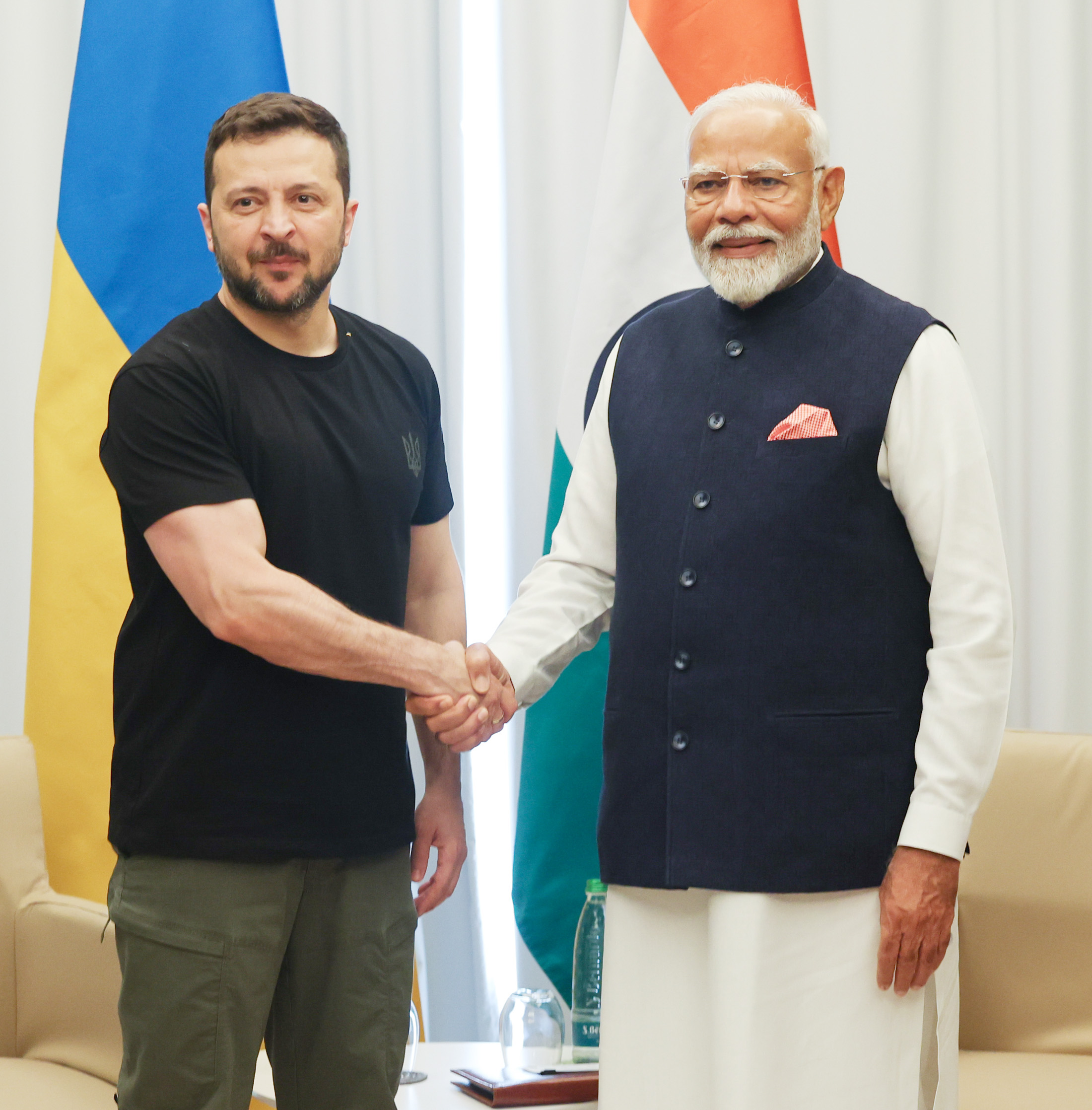
烏克蘭總統澤倫斯基與印度總理莫迪在義大利G7高峰會上會面，2024年6月14日

印度共和國於1991年12月蘇聯解體後承認烏克蘭為主權國家，並於1992年1月建立外交關係。印度在基輔的大使館於1992年5月開設，烏克蘭也在1993年2月於新德里開設大使館。印度在敖德薩的領事館於1962年設置，1999年3月關閉。

## 雙邊協定
印度和烏克蘭簽署了超過17項雙邊協議，包括科技合作、外交部諮詢、太空研究合作、避免雙重課稅以及促進和保護投資等協議。在2021年印度航空展期間，烏克蘭與印度簽署了四項價值53億盧比（相當於2023年59.5億盧比或7,100萬美元）的協議，其中包括銷售新武器以及維護和升級印度武裝部隊現有武器。

## 外部連結
- UkraineIndia.org
- Indian embassy in Kyiv
- Ukrainian embassy in New Delhi （页面存档备份，存于）
- India-Ukraine Foreign Relations